# Tipula pseudovariipennis
Tipula pseudovariipennis är en tvåvingeart som beskrevs av Czizek 1912. Tipula pseudovariipennis ingår i släktet Tipula och familjen storharkrankar. Inga underarter finns listade i Catalogue of Life.